# L'inattesa piega degli eventi
L'inattesa piega degli eventi è un romanzo del 2008 scritto da Enrico Brizzi e pubblicato per la prima volta dalla casa editrice Baldini Castoldi Dalai. È arrivato finalista al Premio Dessì.
Il romanzo è un esempio di ucronia in cui si immagina che l'Italia fascista non si sia schierata al fianco della Germania nazista nella seconda guerra mondiale. Al momento in cui è ambientato il romanzo (1960), Benito Mussolini, vecchio e in fin di vita, è ancora il capo dello stato e l'Italia è una Repubblica che governa anche sulle cosiddette “Repubbliche Associate” (Libia, Albania, Corsica, Malta, Egeo e Africa orientale)
Il racconto del protagonista, il giornalista Lorenzo Pellegrini, è intervallato da alcuni intermezzi che, sotto forma di articoli di giornale, estratti da libri di storia o lanci di agenzia, permettono al lettore di capire l'evoluzione immaginaria della storia dagli anni '30 al momento in cui avvengono le vicende del romanzo.
La vicenda conosce un suo prequel con il romanzo La nostra guerra, pubblicato nell'autunno del 2009 e ambientato durante l'adolescenza del protagonista nella prima metà degli anni '40. Nel 2012 l'autore ha presentato il terzo romanzo della serie, Lorenzo Pellegrini e le donne, ambientato nel 1950 e incentrato quindi su eventi che si collocano fra quelli dei due precedenti romanzi.

## Trama
Lorenzo Pellegrini, redattore bolognese del quotidiano sportivo Stadio, viene inviato, per una sorta di “punizione”, a seguire le fasi finali del campionato di calcio della Repubblica Associata dell'Africa Orientale, la cosiddetta Serie Africa, cui partecipano squadre etiopi, somale e eritree. Il campionato è in bilico a poche giornate dalla fine e la squadra che lo vincerà potrà volare a Roma per partecipare al “Torneo delle Sette Repubbliche”.
Nel percorso che lo porterà prima all'Asmara, sede del suo primo servizio, poi a Addis Abeba, sede del big match per l'assegnazione del titolo, e infine a Roma, dove accompagnerà la squadra vincitrice della Serie Africa, la storia si dipana in modo inaspettato per Lorenzo, che credeva di dover fare una semplice cronaca calcistica, e invece si trova anche coinvolto nelle vicende umane e politiche dei giocatori, dei dirigenti delle squadre e della popolazione locale. Si trova infatti a testimoniare la rivalità tra squadre composte da “soli giocatori bianchi”, favorite dal regime e i club interrazziali che sono sostenuti dalla stragrande maggioranza delle popolazioni locali.
Sarà per lui l'occasione di riflettere sulla situazione sociale e politica dell'Italia e delle sue colonie, nonché la possibilità di conoscere le storie dei calciatori locali, così diverse da quelle dei campioni della Serie A che intervistava quando si trovava in Italia.
Al rientro in Italia poi si troverà di fronte alla realtà di un paese diviso nel momento in cui Mussolini, che ha governato l'Italia per quasi quarant'anni, è oramai sul punto di morire, alla vigilia delle Olimpiadi di Roma del 1960.

## Edizioni
- L'inattesa piega degli eventi, collana Romanzi e racconti, Baldini Castoldi Dalai, 2008,  p. 518, ISBN 9788860733610.
- L'inattesa piega degli eventi, collana Super Tascabili, Baldini Castoldi Dalai, 2009,  p. 518, ISBN 9788860735089.
- L'inattesa piega degli eventi, collana Fuoriclasse, Italica Edizioni, 2015,  p. 446, ISBN 9788898133154.
- L'inattesa piega degli eventi, collana Linea d'ombra, Edizioni Theoria, 2018,  p. 568, ISBN 9788899997564.